# Warped Tour 2002 Tour Compilation
Warped Tour 2002 Tour Compilation è la quinta compilation del Warped Tour, pubblicata nel 2002.
È la prima della serie di compilation del tour ad essere composta da due dischi.

## Tracce

### Disco 1
1. Three on Speed - 1:18 (NOFX)
2. You Gotta Go - 2:40 (The Mighty Mighty Bosstones)
3. Crazy Amanda Bunkface - 2:19 (Sum 41 - live)
4. Become What You Hate - 2:50 (Midtown)
5. East Coast Anthem - 2:27 (Good Charlotte)
6. Pills & Smoke - 2:34 ($wingin' Utter$)
7. Nightmare - 2:59 (The Casualties)
8. Navigating the Windward Passage - 3:23 (The Lawrence Arms)
9. I Want to Be a Cholo - 3:04 (Manic Hispanic)
10. Untitled - 4:12 (Finch)
11. Every Second of Every Day - 2:37 (Avoid One Thing)
12. She'll Learn - 2:34 (Antifreeze)
13. Cosmopolitan Blood Loss - 3:04 (Glassjaw)
14. ...Not Forever - 2:59 (Tsunami Bomb)
15. This Sadness Alone - 2:34 (Reach the Sky)
16. Dumb Reminders - 2:50 (No Use for a Name)
17. Escape - 3:02 (Sloppy Meateaters)
18. My Ignorance - 3:28 (Slick Shoes)
19. Great Romances of the 20th Century - 3:34 (Taking Back Sunday)
20. Capeside Rock - 4:04 (From Autumn to Ashes)
21. Miracle - 4:06 (Unsung Zeros)
22. Dressing Room - 3:06 (Divit)
23. Bag of Glue - 2:06 (Throw Rag)
24. Re-Invention - 3:01 (Too Rude)
25. No One Needs to Know - 4:07 (Ozma)

### Disco 2
1. Armageddon - 2:49 (Alkaline Trio)
2. These Old Feelings - 2:37 (Madcap)
3. What's Left of the Flag - 3:38 (Flogging Molly)
4. 3rd World War - 3:05 (The Briggs)
5. SOS - 3:02 (One Man Army)
6. Nothing Frequency - 2:39 (Autopilot Off)
7. Cross Out the Eyes - 4:07 (Thursday)
8. Madly - 2:35 (Kill Your Idols)
9. Amygdala - 2:11 (Breathe In)
10. Hand Grenade - 3:06 (The Movielife)
11. Lookin' for Action - 3:31 (The Damned)
12. I Could Never Hate You - 2:23 (The Eyeliners)
13. Dinner and a Movie - 2:04 (Lagwagon)
14. Maximum Lie - 2:30 (Murphy's Law)
15. Stupid Little Things - 3:23 (Mi6)
16. Live Life, No Rules - 4:15 (Throwdown)
17. Mr. International - 2:49 (Against All Authority)
18. Maybe Memories - 2:55 (The Used)
19. Ghosts - 2:49 (Dag Nasty)
20. The Art of Subconscious Illusion - 3:44 (Avenged Sevenfold)
21. Someone - 3:14 (Name Taken)
22. Winter - 3:12 (Death on Wednesday)
23. The Long Goodbye - 4:12 (Vendetta Red)
24. 21 Year Plan - 2:01 (Destruction Made Simple)
25. Carnage - 2:48 (The Ataris)

## Classifiche
| Classifica (2002)         | Posizione massima |
| ------------------------- | ----------------- |
| Stati Uniti               | 55                |
| Stati Uniti (independent) | 1                 |